# 岩男頴一
岩男 頴一（いわお ひでかず、1919年（大正8年）1月15日 - 1976年（昭和51年）8月9日）は、昭和期の医師、政治家。参議院議員、大分県大分郡湯布院町長。

## 経歴
大分県速見郡、のちの由布院村（由布院町、大分郡由布院町、湯布院町を経て現由布市）で生まれた。大分中学校（現大分県立大分上野丘高等学校）を経て、1943年（昭和18年）日本大学医学科を卒業した。同年に応召し陸軍軍医として従軍した。
復員後に帰郷し岩男医院を継承した。由布院町青年団長、大分郡連合青年団長なども務め、1952年（昭和27年）の由布院盆地ダム化計画に対して反対運動を行い、計画の中止に貢献した。
1955年（昭和30年）湯布院町の発足に伴い初代町長に就任して5期在任した。この間、河川改修、水害調整ダム建設、圃場整備などを推進し、1959年（昭和34年）湯布院温泉（現由布院温泉）が国民保養温泉地の指定を受けるなど、町の振興に尽力した。その他、大分県消防協会副会長（9期）、同公民館連合会長（3期）、同観光協会（現ツーリズムおおいた）副会長（3期）、同町村会長（2期）、同中央農業協同組合連合会理事、同経済農業協同組合連合会理事などを務めた。
1974年（昭和49年）7月の第10回参議院議員通常選挙に大分県地方区から自由民主党公認で立候補して当選したが、議員在職中の1976年8月9日、脳卒中のため死去した。57歳没。翌10日、特旨を以て位四級を追陞され、死没日付をもって従七位から従五位勲四等に叙され、旭日小綬章を追贈された。哀悼演説は同年9月16日、参議院本会議で金井元彦により行われた。
岩男の死去に伴う欠員補充の補欠選挙は同年9月26日に執行され、前大分大学学長の後藤正夫が当選し、後藤はその後自民党に入党したため事実上岩男の議席を継承した。